# 楚科奇区
楚科奇区（羅馬化：Chukotskiy rayon)，俄罗斯楚科奇自治区的一个区。总面积30,700平方公里，总人口4,838（2010年）。该区位于楚科奇自治区最东部，是亚洲离美国最近的陆地。楚科奇区北临楚科奇海，东临白令海，南邻普罗维杰尼亚区。

## 行政区划
楚科奇區下轄6个農村居民點。